# Berkåk Station
Berkåk Station (Berkåk stasjon) er en jernbanestation på Dovrebanen, der ligger ved byområdet Berkåk i Rennebu kommune i Norge. Stationen består af to spor, en perron og en stationsbygning samt pakhus, der begge er i rødmalet træ. Stationsbygningen er opført efter tegninger af Jens Flor og Gudmund Hoel. Der er busforbindelse til og fra Orkanger.
Stationen åbnede officielt 20. september 1921, da banen mellem Dombås og Trondheim stod færdig. Den havde dog i forvejen været i provisorisk brug under navnet Birkaaker fra 23. december 1915, efter at delstrækningen til Støren stod færdig, og indtil 1917.  Stationen blev fjernstyret 24. juni 1968 og gjort ubemandet 27. februar 1998.